# Udvardy Miklós (ornitológus)
Udvardi és básthi Udvardy Miklós Dezső Ferenc (Debrecen, 1919. március 23. – Sacramento, USA, 1998. január 27.) biológus, ornitológus és biogeográfus.

## Élete
Az ősrégi nemesi udvardi és básthi Udvardy családban született. Édesapja udvardi és básthi Udvardy Miklós (1882–1951), újságíró, belügyminisztériumi tanácsos, édesanyja komlósi Komlóssy Erzsébet (1889–1964) volt. Apai nagyszülei udvardi és básthi Udvardy Ferenc (1846–1888), ügyvéd, a Királyi Magyar Természettudományi Társulat rendes tagja, és Rozsos Irma voltak. Anyai nagyszülei komlósi Komlóssy Dezső (1846–1935), királyi törvényszéki bíró, a Debreceni Első Takarékpénztár Rt. alelnöke, és almási Szalay Erzsébet (1863–1944) voltak.
Ifjabb Udvardy Miklós már gyerekkorában érdeklődött a madarak iránt, azonban szülei ragaszkodtak ahhoz, hogy jogi egyetemi tanulmányokat végezzen. A debreceni Piarista Gimnáziumban tett érettségi vizsgát, majd a Debreceni Egyetem joghallgatója lett. A jogi diploma megszerzése után biológiai tanulmányokba kezdett, majd 1942-ben doktorált a Debreceni Egyetemen. Első állását a tihanyi biológiai kutatóintézetben szerezte meg.
1948-ban elhagyta Magyarországot, amikor oktatói állást kapott Finnországban, a Helsinki Egyetemen, ahol ornitológusként és zoológusként dolgozott Pontus Palmgrenban. 1950-ben ott ismerkedett meg Maud Björklunddal, akit a következő évben feleségül is vett. Időközben Svédországba költözött, ahol a stockholmi Svéd Természettudományi Múzeumban szerzett állást.
1952-ben Kanadában kapott tanársegédi állást, a vancouveri Brit Kolumbiai Egyetemen. Ott anatómiát tanított 1953 és 1966 között, miközben alaposan elmélyült Nyugat-Kanada madárvilágának tanulmányozásában. 1967-ben a kaliforniai Sacramento állami egyetemén a biológiai tudományok professzora lett, majd 1991-ben nyugdíjba vonult.

## Főbb publikációi
- A Hortobágy madárvilága. Állatföldrajzi tanulmány; Nagy Ny., Debrecen, 1941 (Közlemények a debreceni m. kir. Tisza István Tudományegyetem Állattani Intézetéből)
- Dynamic zoogeography. With special reference to land animals, New York, Van Nostrand Reinhold, 1969
- The Audubon Society Field Guide to North American Birds, Western Region, Alfred A. Knopf, Inc., 1977, ISBN 0-394-41410-1
- A Classification of the Biogeographical Provinces of the World, Contribución al programa de la Unesco "El hombre y la biosfera", Proyecto nº 8, IUCN, Occasional Paper nº 18, Morges, Suiza, 1975
- Dinamikus állatföldrajz. A szárazföldi állatok elterjedése; ford. Udvardy Miklós; Tankönyvkiadó, Bp., 1983